# Нова Бања
Нова Бања (слч. Nová Baňa, мађ. Újbánya) град је у Словачкој, који се налази у оквиру Банскобистричког краја, где је у саставу округа Жарновица.

## Географија
Нова Бања је смештена у средишњем делу државе. Главни град државе, Братислава, налази се 150 km источно од града.
Рељеф: Нова Бања се развила у југозападном подножју планинског венца Татри. Насеље се налази у долини реке Хрон, испод планине Штјавнице и Похронског Иновеца. Град је положен на приближно 240 m надморске висине.
Клима: Клима у Новој Бањи је умерено континентална.
Воде: Нова Бања се развила на десној обали реке Хрон.

## Историја
Људска насеља на овом простору везују још за време праисторије. Насеље под данашњим именом први пут се спомиње у 1337. Већ 1345. насеље је добило градска права, пре свега захваљујући руди злата. Насеље је вековима било насељено немачким рударима.
Крајем 1918. Нова Бања је постала део новоосноване Чехословачке. У време комунизма дошло је до нагле индустријализације, па и до наглог повећања становништва. После осамостаљења Словачке град је постао њено општинско средиште, али је дошло до привредних тешкоћа у време транзиције.

## Становништво
| Година:    | 1994. | 2004.    | 2014.   | 2024.   |
| ---------- | ----- | -------- | ------- | ------- |
| Број људи: | 8606  | 7485     | 7529    | 6841    |
| Разлика:   |       | -13,02 % | +0,58 % | -9,13 % |

| Година:    | 2023. | 2024.   |
| ---------- | ----- | ------- |
| Број људи: | 6858  | 6841    |
| Разлика:   |       | -0,24 % |

Данас Нова Бања има око 7.500 становника и последњих година број становника стагнира.
Етнички састав: По попису из 2001. састав је следећи:
- Словаци - 94,5%,
- Роми - 3,0%,
- Украјинци - 0,9%,
- Чеси - 0,5%,
- остали.

Верски састав: По попису из 2001. састав је следећи:
- римокатолици - 82,5%,
- атеисти - 11,5%,
- православци - 1,0%,
- лутерани - 1,0%,
- остали.

## Партнерски градови
- Михелн